# 람바예케주

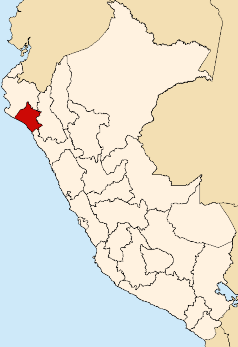
람바예케 주의 위치

람바예케주(스페인어: Departamento de Lambayeque)는 페루 북서부에 위치한 주로 주도는 치클라요이며 면적은 14,231.3km2, 인구는 1,091,535명(2005년 기준)이다.
북쪽으로는 피우라 주, 남동쪽으로는 카하마르카 주, 남쪽으로는 라리베르타드 주, 서쪽으로는 태평양과 접한다. 3개 군과 38개 구를 관할한다.